# Доленя Лепа Вас
Доленя Лепа Вас (словен. Dolenja Lepa vas) — поселення в общині Кршко, Споднєпосавський регіон, Словенія. Висота над рівнем моря: 370,2 м.